# Bhaganagar, Basavana Bagevadi
Bhaganagar là một làng thuộc tehsil Basavana Bagevadi, huyện Bijapur, bang Karnataka, Ấn Độ.